# Every Little Thing (canción de Delirious?)
«Every Little Thing» es una canción escrita e interpretada por la banda de rock Delirious?. La canción fue el segundo sencillo lanzado para el mercado alemán en promoción del quinto álbum de la banda World Service. El sencillo alcanzó la segunda posición en la SWR, siendo el segundo golpe radial de la banda en dicho país después de su exitosa canción Inside Outside.

## Historia
El 19 de mayo de 2004 la banda confirmó el lanzamiento de la canción, como el segundo sencillo en Alemania. "Every Little Thing" empezó a rotar a comienzos de ese mes, bajo una nueva versión producida por Udo Rinklin, quien produjo también los remix de Inside Outside.
Para el 20 de septiembre el sencillo se ubicaba en el puesto #2 de airplay de la estación radial SWR3 por encima de canciones de Bryan Adams, Duran Duran, Maroon 5 y Robbie Williams.
El éxito de la canción coloco a Delirious? como una de las bandas más populares en Alemania a finales de 2004, su presentación en el ‘‘New Pop Festival’’ fue una de las más aplaudidas y los llevó a ser la portada del magazín británico NME.

## Lista de canciones
1. «Every Little Thing» (Radio hit mix)
2. «Every Little Thing» (Radio ballad mix)
3. «Every Little Thing» (Radio remix)
4. «Every Little Thing» (Álbum versión)
5. «Free»

## Posicionamiento
| Listas (2004) | Posición |
| ------------- | -------- |
| SWR           | 2        |
| Cross Rhythms | 40       |